# Vetea David
Pour les articles homonymes, voir David.
 (décembre 2024).
Vetea David est un surfeur professionnel français né en 1968 à Vannes mais ayant grandi à Papeete à Tahiti. Il est le premier surfeur polynésien à participer au circuit d'élite du championnat du monde de surf en 1989.

## Biographie
Vetea David est né en 1968 à Vannes dans le Morbihan en France métropolitaine. Son père, Jean David, est originaire de Bretagne et sa mère polynésienne est une descendante directe de la famille royale de Rarotonga. Sa famille déménage à Papeete peu de temps après sa naissance. Il apprend à surfer à l'âge de 10 ans.
Sa carrière junior débute avec un titre de champion de France en 1984, puis un titre de champion d'Europe l'année suivante. En 1986, il participe au World Amateur Surfing Championship en catégorie junior organisé à Newquay, en Angleterre. Il s'impose en finale face à Kelly Slater, devant ainsi le premier tahitien champion du monde dans une quelconque discipline sportive[source insuffisante].
Il devient le premier tahitien à rejoindre le circuit d'élite du championnat du monde de surf en 1989. Il parvient à se hisser en finale du Pipe Masters et se classe 22e en fin de saison, annonçant ainsi une carrière prometteuse. Il est sacré vice-champion du monde du circuit QS à sa création en 1992. Puis il termine à nouveau à la 2e place du Pipe Masters en 1994 en s'incliant en finale face à Kelly Slater.
Parallèlement à sa carrière professionnelle, Vetea David est aussi l'un des précurseus du surf tracté par motomarine à Teahupoo ainsi que l'un des développeurs du stand up paddle à Tahiti. Il exerce aujourd'hui le métier de pompier-sauveteur.

## Palmarès

### Saison par saison

#### Carrière junior
- 1984 :
  - Champion de France junior

- 1985 :
  - Champion d'Europe junior

- 1986 :
  - 1er du World Amateur Surfing Championship à Newquay (Angleterre)

#### Carrière professionnelle
- 1989 :
  - 2e du XXXX International à Surfer's Paradise (Australie)[2]
  - 2e du Pipe Masters à Banzai Pipeline sur le North Shore d'Oahu (Hawaï)

- 1992 :
  - 1er du HIC Rusty Pro à Banzai Pipeline sur le North Shore d'Oahu (Hawaï)[3]
  - Vice-champion du monde QS[4]

- 1993 :
  - 2e du Coke Classic à North Narrabeen (Australie)[5]

- 1994 :
  - 3e du Rip Curl Pro Hossegor à Hossegor (France)[6]
  - 2e du Chiemsee Pipe Masters à Banzai Pipeline sur le North Shore d'Oahu (Hawaï)[7]
  - 3e de la Hapuna World Cup of Surfing à Sunset Beach (Hawaï)[8]
  - 3e du Boundi/O'Neill Pro à Ericeira (Portugal)[9]

- 1995 :
  - 2e du Billabong Country Feeling Classic à Jeffreys Bay (Afrique du Sud)[10]
  - 1er du Coca-Cola Cleanwater Classic à Sydney (Australie)[11]

- 1996 :
  - 3e du Rip Curl Pro Hossegor à Hossegor (France)[12]
  - 2e du Coke Quiksilver Masters à Margaret River (Australie)[13]

- 1997 :
  - 3e du Quiksilver Pro à G-Land (Indonésie)[14]

### Classements
| Année             | 1989 | 1990 | 1992 | 1993 |
| ----------------- | ---- | ---- | ---- | ---- |
| Qualifying Series |      |      | 2e   |      |
| Championship Tour | 22e  | 19e  | 17e  | 17e  |